# William Fox (politico)
William Fox (South Shields, 2 settembre 1812 – Auckland, 23 giugno 1893) è stato un politico neozelandese, per quattro volte primo ministro della Nuova Zelanda tra il 1856 e il 1873.

## Biografia
Nato nel nord est dell'Inghilterra in una famiglia di imprenditori di successo, studiò legge nel prestigioso Wadham College dell'Università di Oxford, conseguendo la laurea e l'abilitazione alla professione di avvocato. Dopo il matrimonio scelse di emigrare in Nuova Zelanda insieme alla moglie, intraprendendo anche qui la professione legale, tuttavia a causa del poco lavoro integrò le proprie entrate scrivendo per dei giornali locali.
Negli anni '40 iniziò anche il suo impegno in politica e fu eletto al parlamento nel distretto di Wanganui nel 1855. L'anno seguente riuscì a far dimettere Henry Sewell dalla carica di primo ministro, succedendogli sulla poltrona, ma il suo incarico durò solo 13 giorni prima di dover cedere la carica ad Edward Stafford. In seguito alle dimissioni sparì dalla vita politica per quasi un anno, per poi ritornare come leader dell'opposizione. Nel 1861 riuscì a far passare una mozione di sfiducia verso Stanford e prese nuovamente il posto di primo ministro, mantenendo la carica per circa un anno. Durante questo mandato Fox cercò di ridurre i conflitti con i nativi maori e stabilizzò l'assetto costituzionale del nuovo stato neozelandese. Nel 1862 perse la fiducia del parlamento e diede nuovamente le dimissioni.
Nel 1869 riuscì nuovamente a far cadere il governo del rivale Stafford e riprendersi il governo, mantenendolo fino al 1872. Ricoprì anche la carica una quarta volta nel 1873 per pochi giorni, come figura di garanzia in un momento di crisi politica.